# 11-й отдельный кавалерийский полк
11-й отдельный кавалерийский полк — кавалерийский полк, существовавший в Вооружённых Силах СССР и России для проведения киносъёмок.
Сокращённое наименование — 11 окп. Условное наименование — войсковая часть № 55605. Место дислокации — пос. Калининец, Наро-Фоминского района, Московской области.

## История
11-й отдельный кавалерийский полк в Вооружённых Силах СССР был сформирован в 1962 году для участия в киносъёмках по инициативе режиссёра С. Ф. Бондарчука. Первым фильмом, в которой снялись кавалеристы, была киноэпопея «Война и мир» 1967 года.
В полку проходили срочную службу известные киноактёры и артисты цирка, а также спортсмены-конники. Также здесь служил будущий мэр Элисты Радий Бурулов.
До начала 1990-х годов расходы на содержание полка оплачивала киностудия «Мосфильм». Затем средств на содержание воинской части стало не хватать, полк был сокращён в десять раз, до 457 человек и 124 лошадей. Затраты на его содержание поделили между собой Министерство обороны и Министерство культуры Российской Федерации.
Г. Н. Селезнёв, убеждённый в том, что «расформировывать полк было бы преступлением», не раз писал петиции о сохранении «мосфильмовских» лошадей, по данному поводу обращался к Президенту Российской Федерации и Н. С. Михалкову.

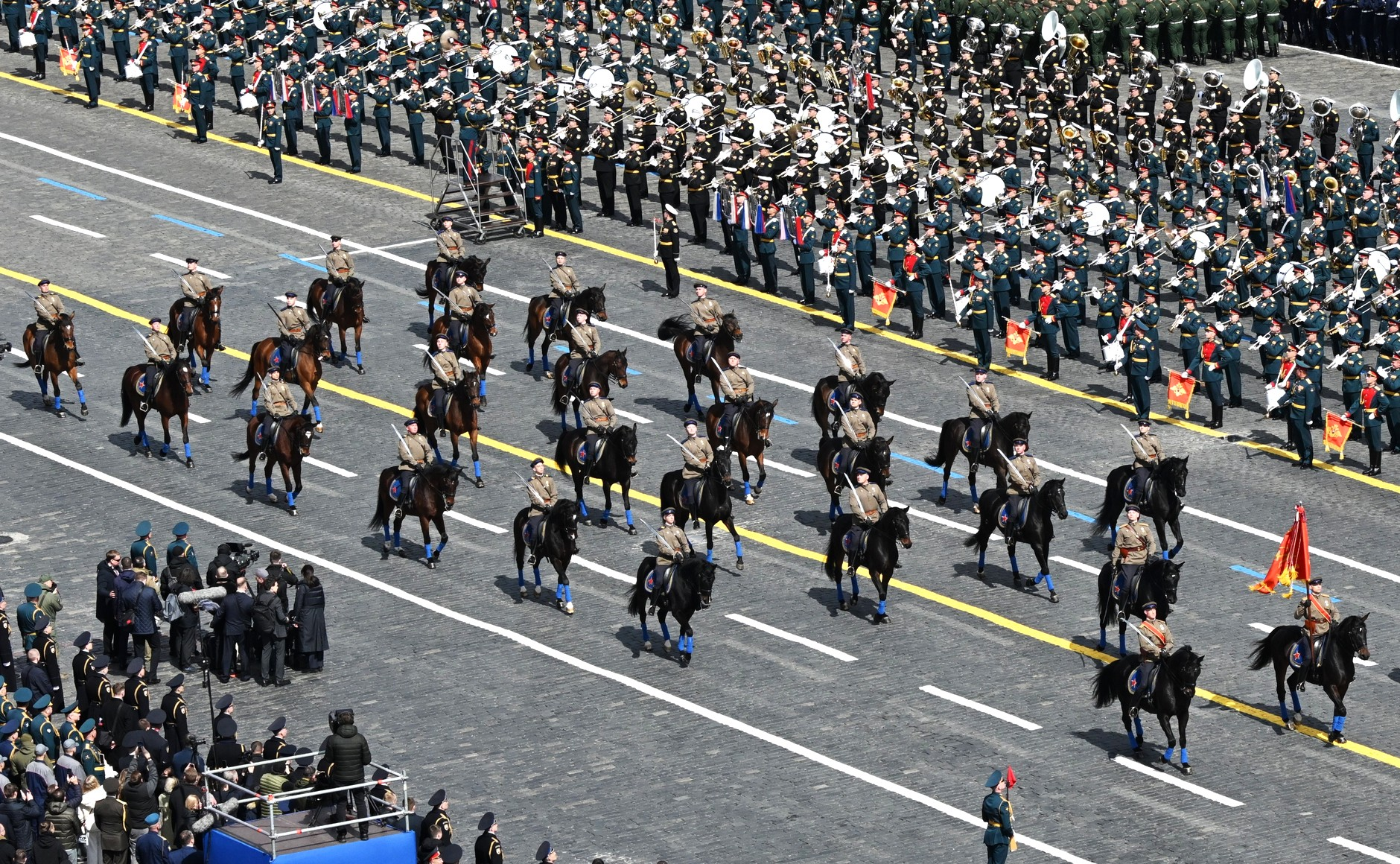
Кавалерийский почётный эскорт Президентского полка в форме Великой Отечественной войны на Параде Победы 2025 года

2 сентября 2002 года на базе 11-го отдельного кавалерийского полка был образован Кавалерийский почётный эскорт в составе Президентского полка.

### Известные люди, служившие в полку
- Бондарчук, Фёдор Сергеевич
- Бурулов, Радий Николаевич
- Гостюхин, Владимир Васильевич
- Жигунов, Сергей Викторович
- Запашный, Мстислав Михайлович
- Кончаловский, Егор Андреевич
- Ростоцкий, Андрей Станиславович
- Скляр, Игорь Борисович
- Харатьян, Дмитрий Вадимович

## Командиры полка
- С. А. Сафаров, подполковник (1962—?)
- Павел Иванович Романенков, полковник (?—1971)
- Михаил Константинович Барило, полковник (1971—1987)
- Александр Васильевич Герасименко, полковник (1992—2002)

## Фильмография
- «Война и мир» (1967)
- «Князь Игорь» (1969)
- «Ватерлоо» (1970)
- «Белое солнце пустыни» (1970)
- «Бег» (1970)
- «О бедном гусаре замолвите слово» (1980)
- «Чёрная стрела» (1984)
- «Битва за Москву» (1985)
- «Багратион» (1985)
- «Первая конная» (1985)
- «Пётр Великий» США, мини-сериал (1985)
- Михайло Ломоносов (1986)
- «Сибирский цирюльник» (1998)
- Гардемарины, вперёд! (1987)
- Золото (1992)
- Тихий Дон (1991)
- Простодушные (1992)
- Переход через перекоп (1992)
- Ричард Львиное Сердце (1992)
- Гардемарины 3 (1992)